# Asparagus katangensis
Asparagus katangensis är en sparrisväxtart som beskrevs av De Wild. och Théophile Alexis Durand. Asparagus katangensis ingår i släktet sparrisar, och familjen sparrisväxter. Inga underarter finns listade i Catalogue of Life.